# Karpathosheivlinder
De Karpathosheivlinder (Hipparchia christenseni) is een vlinder uit de onderfamilie Satyrinae van de familie Nymphalidae, de vossen, parelmoervlinders en weerschijnvlinders.
De Karpathosheivlinder komt alleen voor op het Griekse eiland Karpathos. De vlinder vliegt op hoogtes van 300 tot 750 meter boven zeeniveau. De habitat is op rotshellingen met struweel en in open plekken in naaldbos.
De Karpathosheivlinder vliegt in juni in een jaarlijkse generatie.